# Колективизам после модернизма
 Колективизам после модернизма: уметност друштвене уобразиље после 1945. године (енгл. Collectivism after Modernism: The Art of Social Imagination after 1945) је књига коју су приредили Блејк Стимсон и Грегори Шолет, објављена 2007. године. Српско издање објавила је издавачка кућа "Clio" из Београда 2010. године у преводу Ксеније Тодоровић.

## О приређивачима
- Блејк Стимсон је ванредни професор историје уметности на University of California Davis.[3]
- Грегори Шолет је њујоршки уметник, писац и оснивач уметничких колектива Документација/дистрибуција политичке уметности и РЕПОисторија.[3]

## О књизи
Књига Колективизам после модернизма анализира колективне уметничке праксе после 1945. године па до данашњих дана. Књига представља зборник радова који говоре о активностима познатих и мање познатих уметничких колектива кроз низ студија случаја широм Европе, Јапана, САД, Африке, Кубе и Мексика.
Сваки од аутора који су заступљени у књизи се обраћа одређеном питању, успесима и промашајима уметника као и компликацијама на које наилазе док настоје да савладају постојеће прилике и терет из прошлости. Радећи на томе они стижу и изван замишљеног оквира – „колективизма после модернизма“ – који их је од почетка окупио. Књига Колективизам после модернизма доноси и историјско разумевање неопходно за промишљање постмодерне колективне уметничке праксе, сада и у будућности.